# La Estancia, Doctor Mora
La Estancia är en ort i Mexiko.   Den ligger i kommunen Doctor Mora och delstaten Guanajuato, i den centrala delen av landet, 230 km nordväst om huvudstaden Mexico City. La Estancia ligger 2 061 meter över havet och antalet invånare är 177.
Terrängen runt La Estancia är platt söderut, men norrut är den kuperad. Runt La Estancia är det ganska tätbefolkat, med 120 invånare per kvadratkilometer. Närmaste större samhälle är San José Iturbide, 14,8 km söder om La Estancia. Trakten runt La Estancia består till största delen av jordbruksmark.